# Бениньо Акино III
Бениньо Симеон (Нойной) Кохуанко Акино III (на английски: Benigno Simeon „Noynoy“ Cojuangco Aquino III) е филипински политик от Либералната партия.
Роден е на 8 февруари 1960 година в Манила в семейството на един от лидерите на Либералната партия Бениньо Акино-старши и бъдещата президентка на страната Корасон Акино. През 1981 година завършва икономика в университета „Атенео де Манила“, живее за кратко в Съединените щати, след което работи в частния сектор. От 1998 година е депутат в Камарата на представителите, а от 2007 година – в Сената. От 2010 до 2016 година е президент на Филипините.